# 罗布·扎伊斯特
罗布·扎伊斯特（荷蘭語： Rob van Zeijst，1961年12月24日—），荷兰围棋业余7段棋手，居住在日本，坂田荣男的弟子，曾参加第3届東洋證券杯世界圍棋錦標賽，第7届、第13届、第15届富士通杯世界職業圍棋錦標賽。